# Аделхайд фон Цигенхайн
Вижте пояснителната страница за други личности с името Аделхайд.
Аделхайд фон Цигенхайн (на немски: Adelheid von Ziegenhain; † 1322) от графската фамилия Цигенхайн е чрез женитба графиня на Графство Ринек.

## Произход
Тя е дъщеря на граф Готфрид VI фон Цигенхайн († 1304) и съпругата му Мехтхилд (Матилда) фон Хесен (1267 – 1332), дъщеря на ландграф Хайнрих I фон Хесен († 1308) и принцеса Аделхайд фон Брауншвайг-Люнебург († 1274). Сестра е на граф Йохан I фон Цигенхайн-Нида († 1359), Ото (1304 – 1366), каноник в Майнц и Кьолн, Хедвиг (Мехтилд) († сл. 1355), омъжена 1319 г. за граф Попо IIII фон Еберщайн († 1329), и на Айлика († сл. 1361), абатиса на Алтенберг и Вецлар (1356 – 1361).

## Фамилия
Аделхайд фон Цигенхайн се омъжва за граф Хайнрих II фон Ринек († 1343), вторият син на граф Герхард IV фон Ринек (* ок. 1230; † 26 април 1295) и съпругата му Аделхайд фон Хоенлое-Браунек († сл. 1326. Те имат децата:
- Герхард VI (* пр. 1334; † 1344)
- Йохан фон Ринек (* пр. 1334; † 1365), граф на Ринек, женен пр. 23 юли 1344 г. за Хайлвиг фон Изенбург-Бюдинген (* ок. 1320; † 1367), дъщеря на Лотар фон Изенбург-Бюдинген († 1340/1341) и Изенгард фон Фалкенщайн († сл. 1326)
- Елизабет (* пр. 1322; † сл. 1322), монахиня в Шьонау, умира като монахиня
- Метце (* пр. 1322; † сл. 1322), монахиня в Шьонау, умира като монахиня
- Готфрид (* пр. 1357; † сл. 1364)